# پلاژ سانی
پلاژ سانی (به انگلیسی: Sunny Beach) در شمال شهر بورگاس در کنار دریای سیاه قرار دارد، این پلاژ در سال ۱۹۵۸ توسط حکومت کمونیستی برای تفریحات آبی مردم بلغارستان ایجاد شد. این پلاژ علاوه بر ساحل آفتابی دارای پارک آبی و مجموعه جت اسکی می‌باشد.

## جاذبه‌های توریستی
- کلیسای سنت‌صوفیا
- کلیسای مادر الیزا
- آمفی تئاتر نیسبار
- مجسمه نیکلاس
- آسیاب‌بادی نیسبار
- کلوپ شبانه اتاق خواب ساحلی
- پارک آبی اکشن

## دسترسی
- فرودگاه وارنا
- فرودگاه بورگاس

## نگارخانه

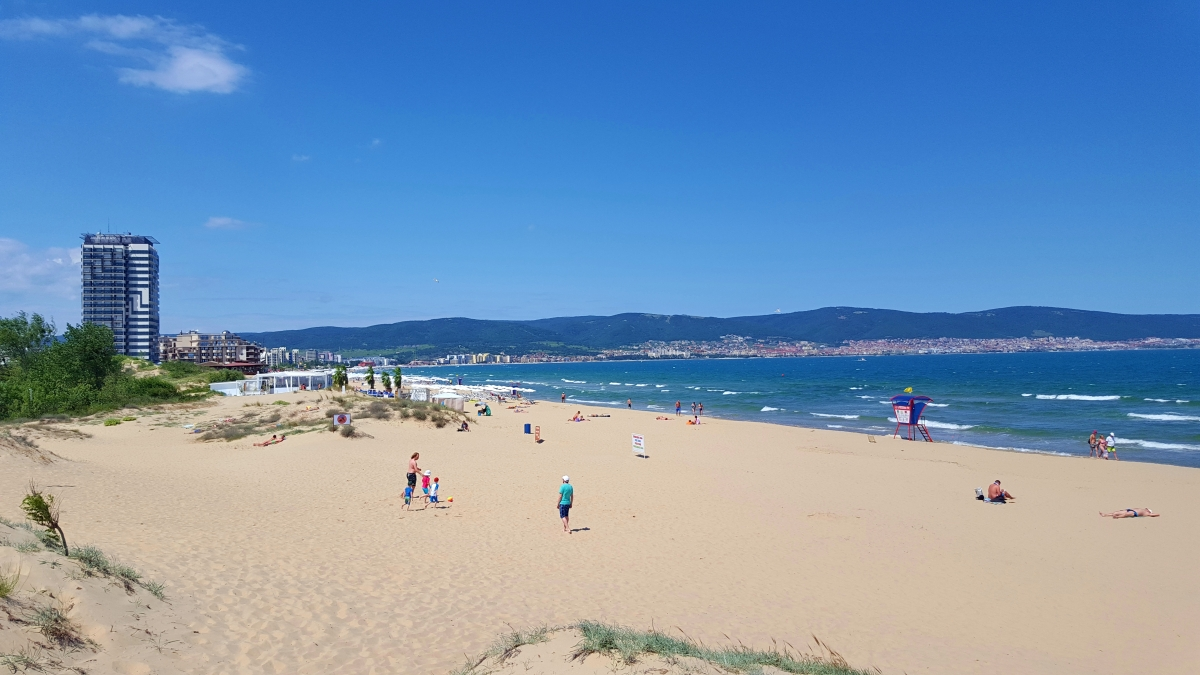
پلاژ سانی
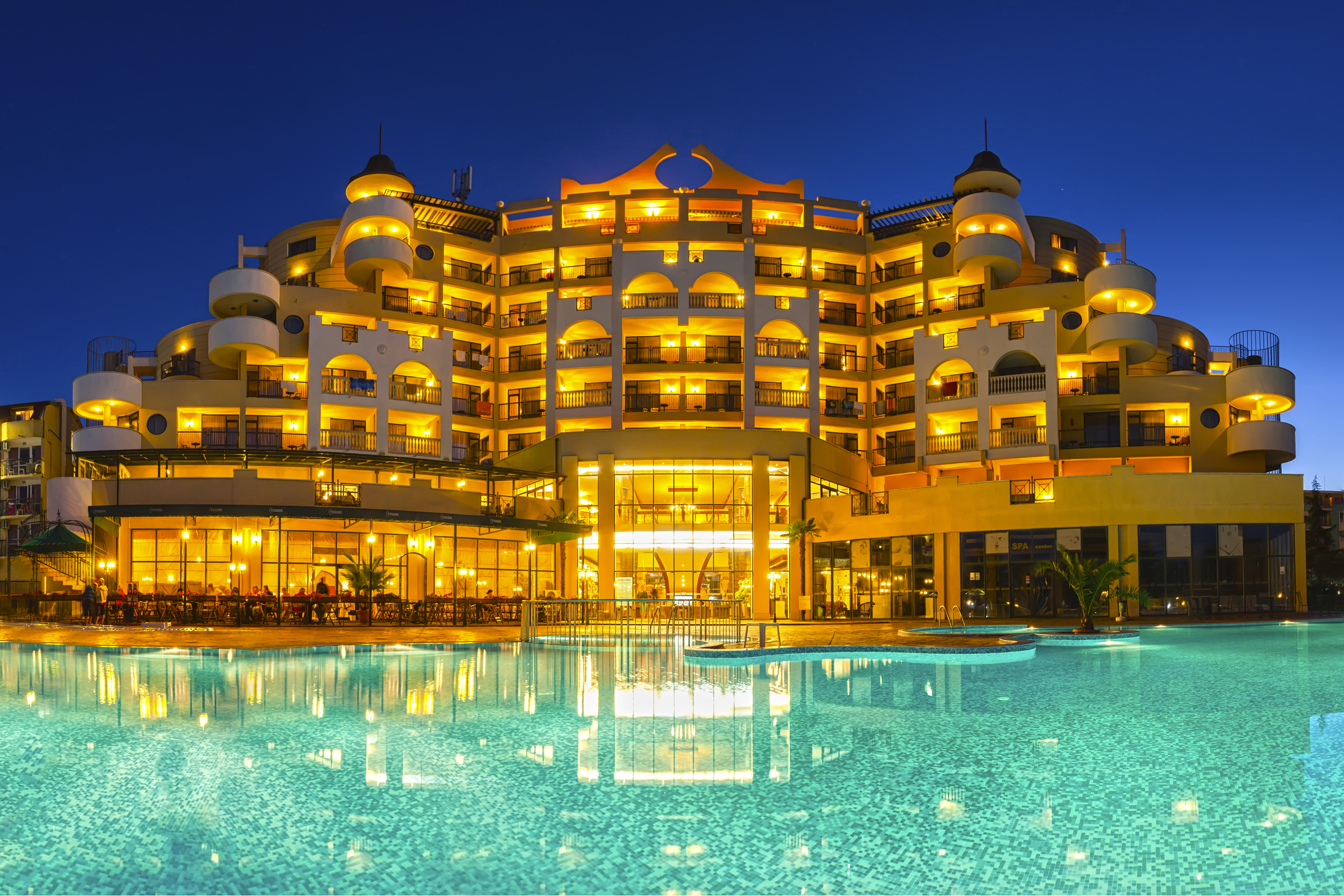
هتل امپریال پلاژ سانی
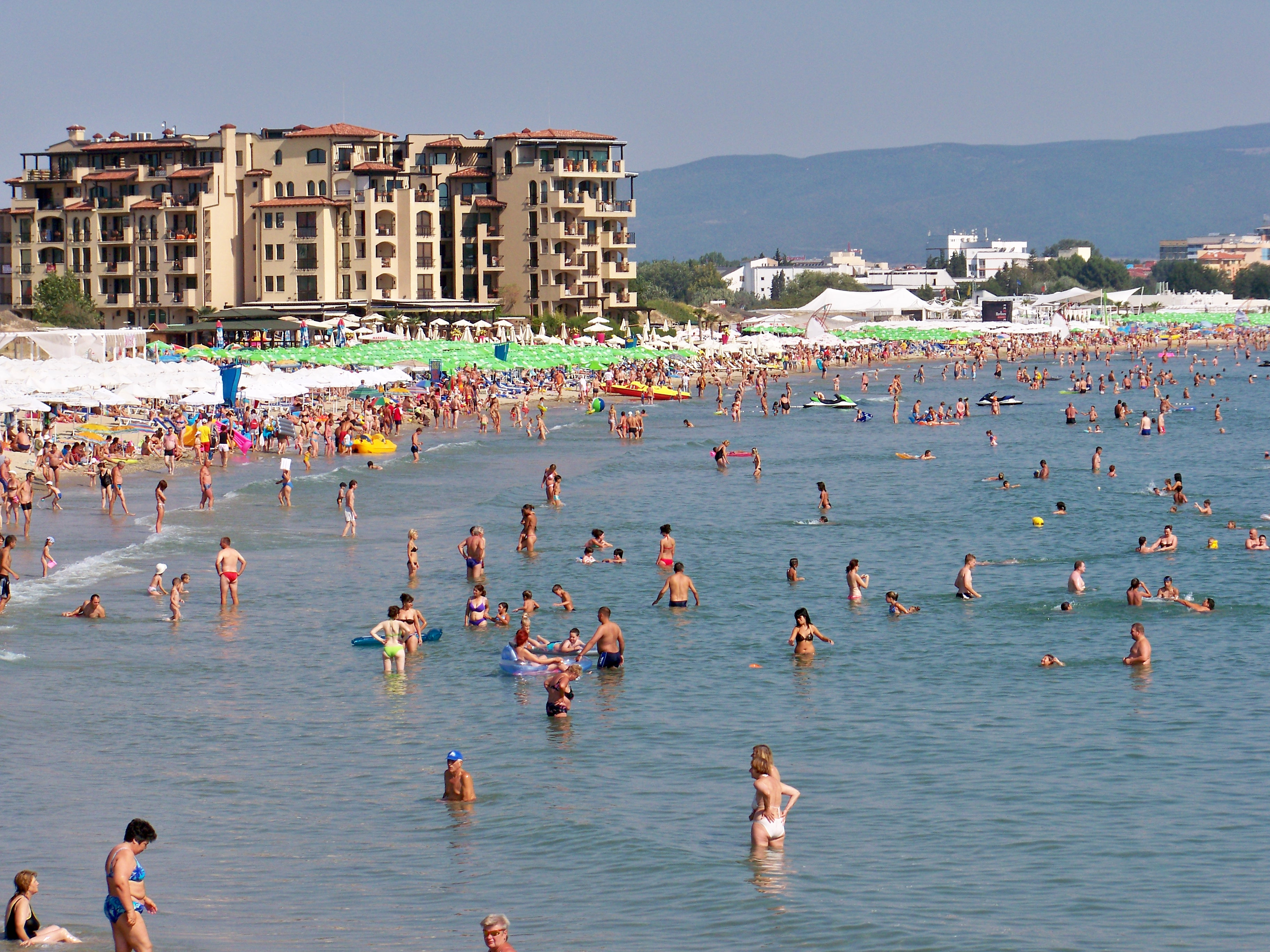
پلاژ سانی
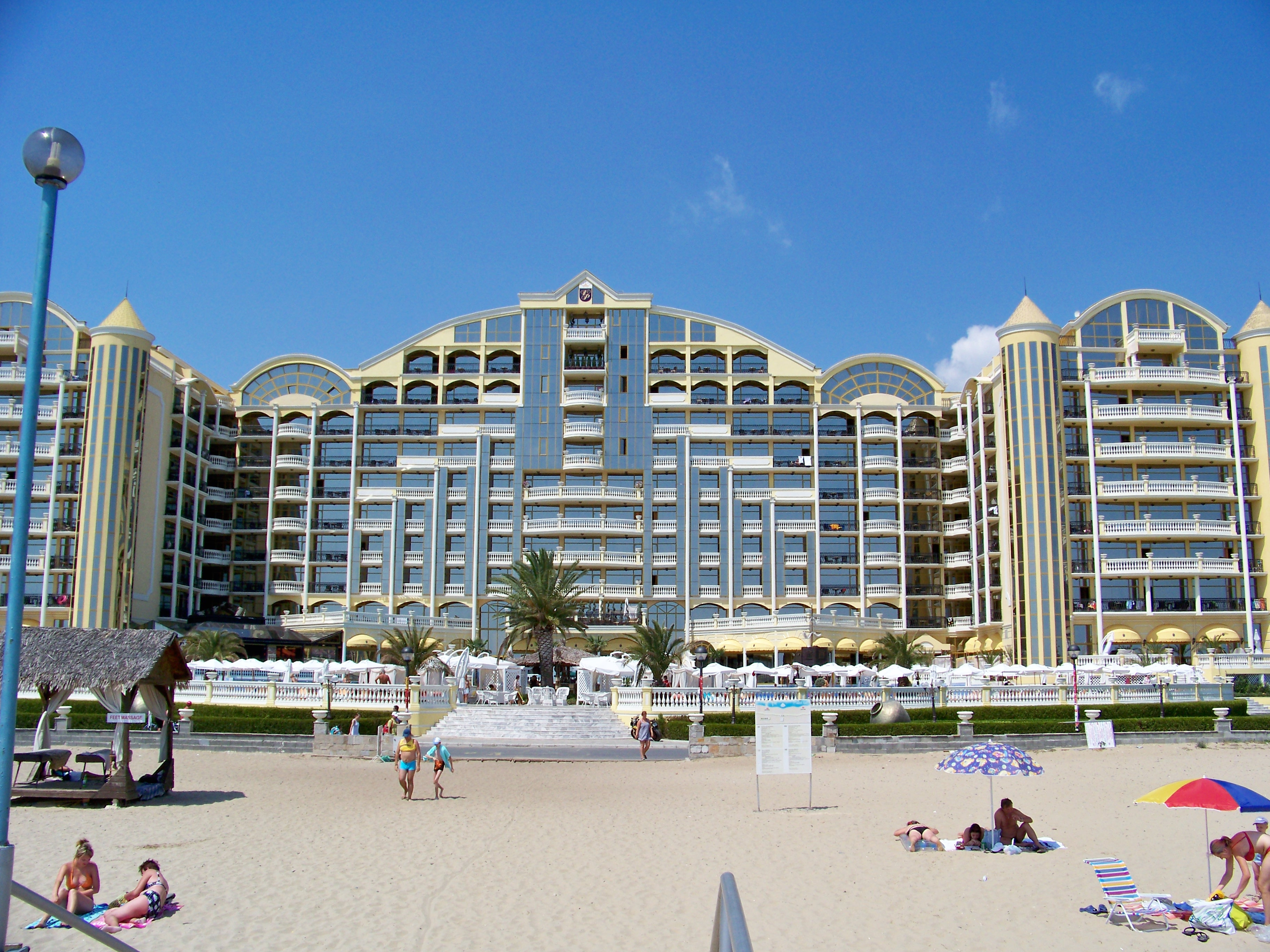
پلاژ سانی